# Hans Reyff
Hans Reyff (* um 1570 in Freiburg; † 1652 ebenda) war ein Politiker in der Stadt Freiburg im Üechtland.

## Leben

### Familie
Hans Reyff entstammte dem Freiburger Geschlecht der Reyff und war der Sohn von Christoph Reyff (* 1540 in Freiburg; † 1615), Ratsherr und Hauptmann und dessen zweiter Ehefrau Barbara (* 1555 in Freiburg), Tochter des Salzmeisters Hans de Messelo (1525–1582).
Gemeinsam mit seinen Brüdern wurde er 1627 erstmals als Patrizier erwähnt.
Er war in erster Ehe mit Elisabeth (* 6. Januar 1587 in Freiburg), Tochter des Freiburger Bürgermeisters Jakob Adam Buman (1545–1612), verheiratet; sein Schwager aus der ersten Ehe war der Politiker Jacques de Buman (1584–1643).
In zweiter Ehe war er mit Barbara († 1688), Tochter des Staatsrats François Wallier (1558–1616), verheiratet.

### Werdegang
1582 besuchte Hans Reyff das neu gegründete Kollegium St. Michael in Freiburg, das von den Jesuiten geleitet wurde. Nach Beendigung des Gymnasiums immatrikulierte er sich 1591 zu einem Studium an der Jesuitenuniversität Ingolstadt.
Er wurde 1601, zunächst für das Burgquartier und ab 1604 für das Auquartier, in den Freiburger Rat der Zweihundert gewählt; er war auch von 1601 bis 1632 Mitglied des Stadt-, Land- und Appellationsgerichts.
Von 1604 bis 1609 war er Landvogt von Corbières, das 1553 durch Graf Michael von Greyerz († 1575) an Freiburg verkauft worden war und seitdem als Vogtei eingerichtet worden war. Er war von 1605 bis 1613 im Rat der Sechzig vertreten, der als Ausschuss der Landleute dem Landammann und dem Statthalter zur Seite stand.
1613 erfolgte seine Wahl in den Kleinen Rat und von 1616 bis 1619 war er Bürgermeister sowie von 1623 bis 1630 Statthalter in Freiburg; in dieser Zeit war er zwischen 1616 und 1636 mehrmals als Tagsatzungsabgeordneter und als Gesandter tätig.
In der Zeit von 1630 bis 1632, 1634 bis 1636, 1638 bis 1640, 1642 bis 1644, 1647 bis 1648, 1649 bis 1650 und von 1651 bis 1652 war er Schultheiss und von 1630 bis 1639, von 1642 bis 1644, von 1647 bis 1648 sowie von 1649 bis 1651 auch Stadthauptmann in Freiburg.
1650 wurde er Herr von Middes.

### Politisches und gesellschaftliches Wirken
Hans Reyff befasste sich als Abgeordneter des Kleinen Rats mit der 1626 durch Jacques Vallier (auch Wallier) gestifteten Gründung des Kapuzinerinnenklosters Montorge und förderte 1651 die Niederlassung der Visitandinnen in Freiburg (siehe auch Kloster der Heimsuchung).
Er betätigte sich auch als Kunstfreund und setzte sich für die Errichtung öffentlicher Bauten ein, unter anderem für die 1640–41 durch Anton Winter († 1677) ausgeführte Steinbrücke über die Saane, die Grandvillard mit Villars-sous-Mont verbindet.